# Józef Marek (artysta)
Józef Marek (ur. 11 października 1922 w Bielsku-Białej, zm. 13 kwietnia 2020 w Krakowie) – polski rzeźbiarz, malarz, poeta, profesor Akademii Sztuk Pięknych w Krakowie.

## Życiorys

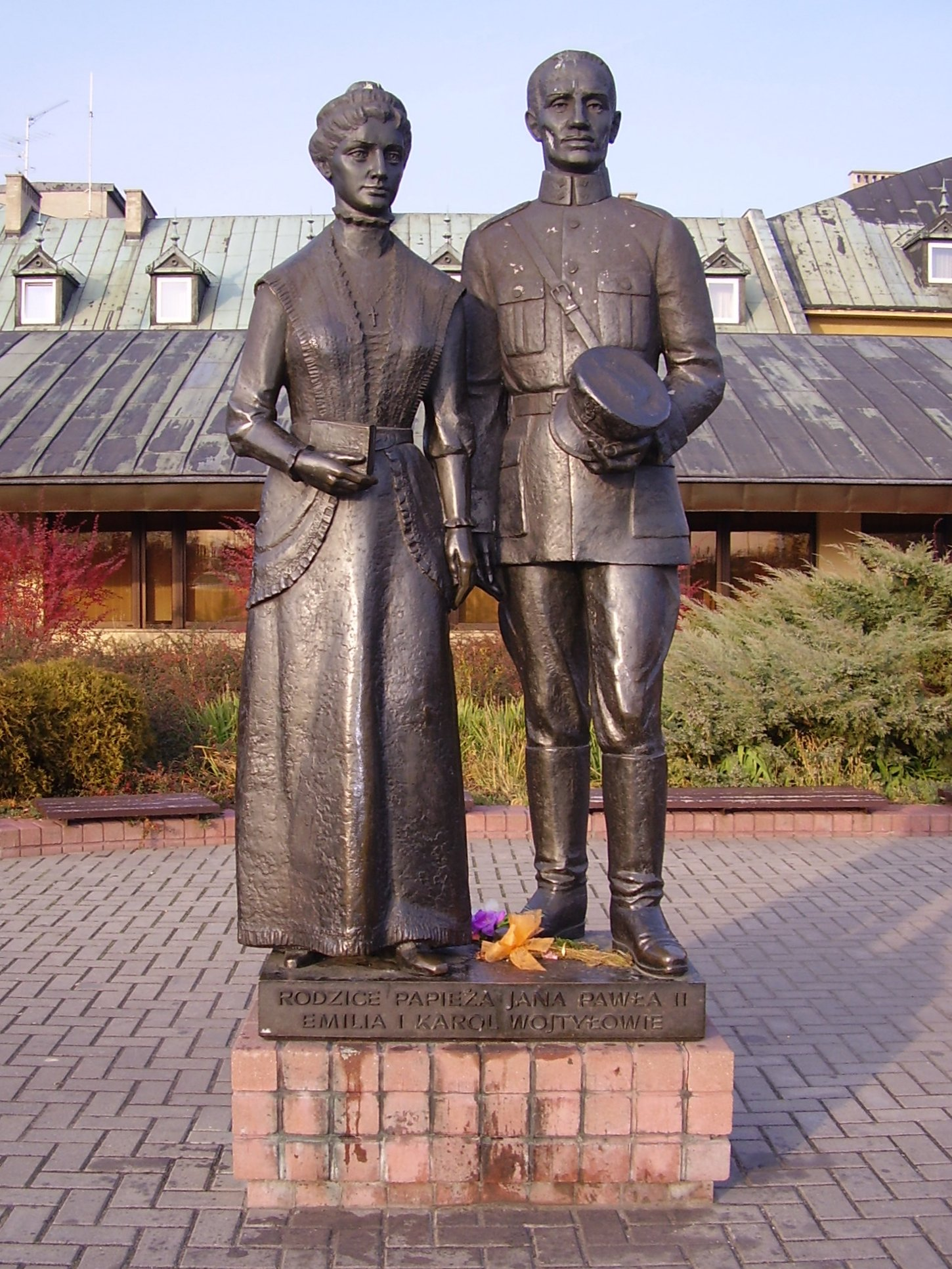
Pomnik Emilii i Karola Wojtyłów w Częstochowie

W 1952 uzyskał dyplom Akademii Sztuk Pięknych w Krakowie w pracowni Xawerego Dunikowskiego i zadebiutował na wystawie plastyki krakowskiego okręgu Związku Polskich Artystów Plastyków. Prezentował swoje prace w kilkuset wystawach w Polsce, większości krajów Europy, w Azji i Ameryce. Brał udział w konkursach na projekty pomników.
Należy do grup artystycznych: MARG (malarze, architekci, rzeźbiarze, graficy) i Art International, działał też w grupie Nowa Improwizacja (1970–1980). Był członkiem Związku Polskich Artystów Plastyków w latach 1952–1983, od 1983 należy do Związku Artystów Rzeźbiarzy. Pełnił funkcję rzeczoznawcy Ministerstwa Kultury i Sztuki do spraw rzeźby w latach 1952–1989.
W latach 1961–1971 był asystentem, a później adiunktem na Wydziale Architektury Politechniki Krakowskiej. Wykładał  na Wydziale Form Przemysłowych Akademii Sztuk Pięknych w Krakowie w latach 1965–1969. W latach 1971–1986 był docentem na Wydziale Architektury Wnętrz. W 1986 został profesorem macierzystej Akademii.
Był ilustratorem wielu książek, które ukazały się w Wydawnictwie Śląsk.